# Andrea Pisani

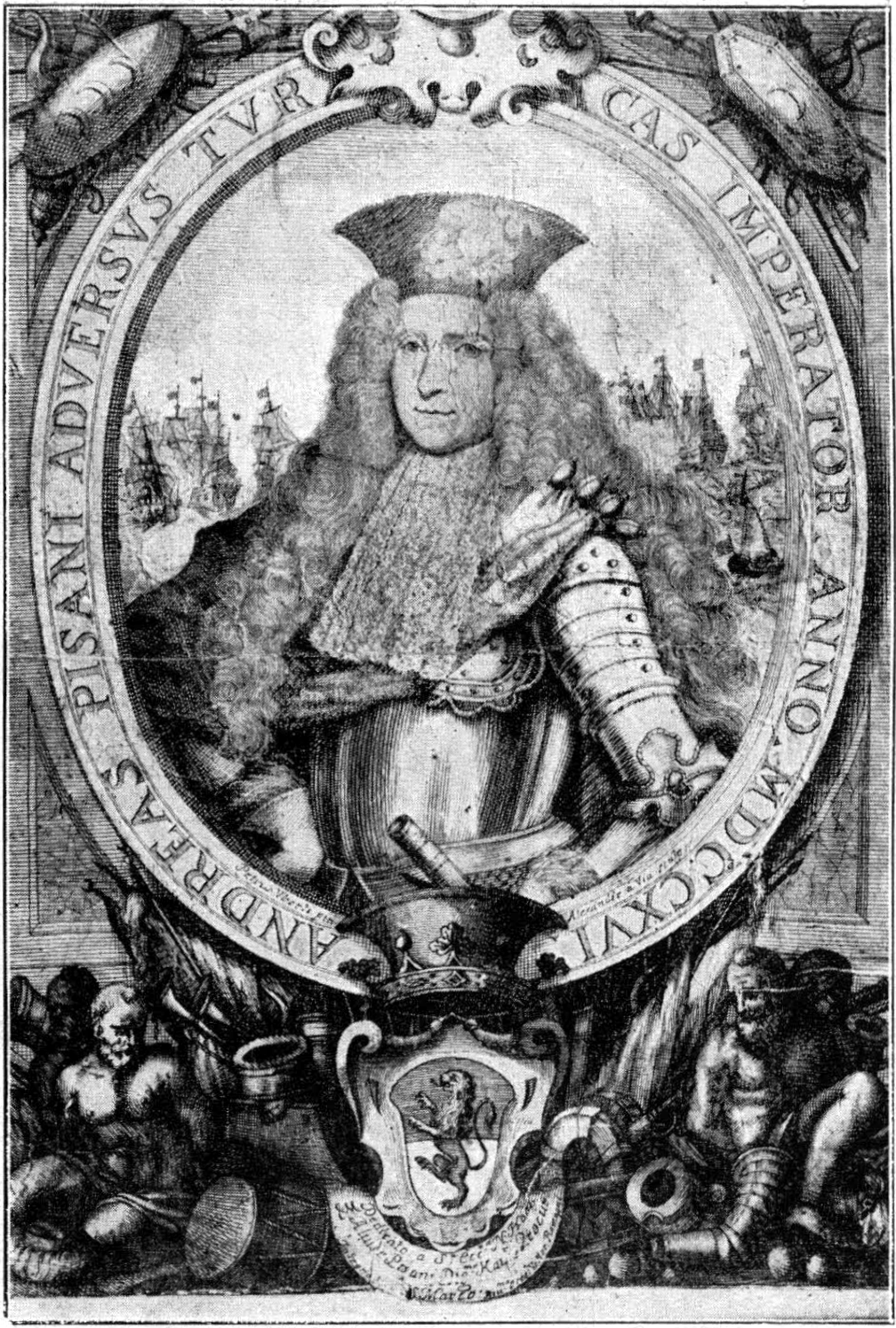
Andrea Pisani als capitano generale da mar. De gravure bevat de Latijnse tekst ANDREAS PISANI ADVERSUS TURCAS IMPERATOR of Andreas Pisani bevelhebber tegen de Turken.

Andrea Pisani (Venetië, 1662 – Corfu, 21 september 1718) was een senator en admiraal in dienst van de republiek Venetië. Hij vocht in de zevende en achtste Ottomaans-Venetiaanse oorlog. 

## Levensloop
Pisani was een zoon in de aristocratische familie van Gianfrancesco Pisani en Paolina Contarini. Pisani en anderen werden verbannen uit Venetië (1682) omwille van wandaden in het klooster van de zusters van Santa Caterina Vergine e Martire in Brescia. Hij ging in dienst van het Habsburgse leger zodat hij ingezet werd bij de Belegering van Boeda (1686) in Hongarije. 
Nadien vocht Pisani in de vloot van Venetië. Hij vocht in de zevende Ottomaans-Venetiaanse oorlog (1684-1699), ook bekend als de Moreaanse oorlog of de oorlog om Morea (Peloponnesos) in Griekenland. Hij vocht onder bevel van onder meer doge Morosini, die tevens capitano generale da mar was. Na de Vrede van Karlowitz (1699) verliet Pisani de vloot en keerde als burger naar Venetië terug. Pisani werd er benoemd tot senator.
Bij het uitbreken van de achtste en laatste Ottomaans-Venetiaanse oorlog (1714-1718) of de Tweede Moreaanse oorlog, bleef Pisani aanvankelijk in Venetië. De Venetianen leden belangrijke verliezen in de Egeïsche zee; de capitano generale da mar Daniele Girolamo Dolfin moest het opperbevel neerleggen (1715). De Grote Raad verkoos Pisani tot Dolfin's opvolger. Admiraal Pisani kreeg naast zich veldmaarschalk von der Schulenberg, een Pruis in Venetiaanse dienst. De Venetianen kregen bovendien militaire hulp van het Heilige Roomse Rijk door troepen onder leiding van Eugenius van Savoye (vanaf 1716). De vloot van Pisani viel de Ottomanen aan in de Straat van Korfoe (1716). De Ottomanen trokken zich terug op het vasteland in Butrint, in wat actueel Zuid-Albanië is. Pisani veroverde, met Habsburgse hulp, niet alleen Butrinto doch ook Preveza en Vonitsa in Noord-Griekenland. Daarnaast vocht Pisani verder op zee aan meerdere eilanden in de Egeïsche Zee. De Venetiaanse republiek was Pisani erkentelijk voor de veroveringen in het Ottomaanse rijk dat ze hem vereerden met de ridderorde Ordine della Stola d’oro (1717).
Bij het einde van de oorlog, bij de vrede van Passarowitz (1718) mochten de Venetianen de eilanden Korfoe en Cerigo behouden. Pisani verliet de vloot door aan wal te gaan in Korfoe (1718). Hij werd accidenteel gedood door een ontploffing van een magazijn vol met buskruit. Zijn stoffelijk overschot werd overgebracht naar Venetië, waar hij neergelegd werd in een praalgraf in de kerk Chiesa di San Lio.